# Herver Land

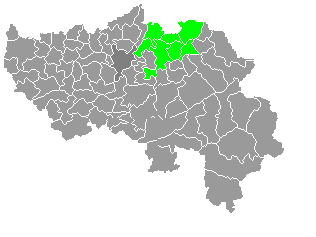
Lage des Herver Lands innerhalb der Provinz Lüttich

Das Herver Land (niederländisch Land van Herve, französisch Pays de Herve) bezeichnet eine Landschaft, die im Norden der belgischen Provinz Lüttich und somit in der Wallonie liegt. Das „Pays de Herve“ umfasst eine Fläche von etwa 450 km² und erstreckt sich über das Gebiet von gut fünfzehn Gemeinden, darunter Aubel, Beyne-Heusay, Blegny, Dalhem, Fléron, Herve, Olne, Plombières, Soumagne, Thimister-Clermont, Visé und Welkenraedt.

## Geografie

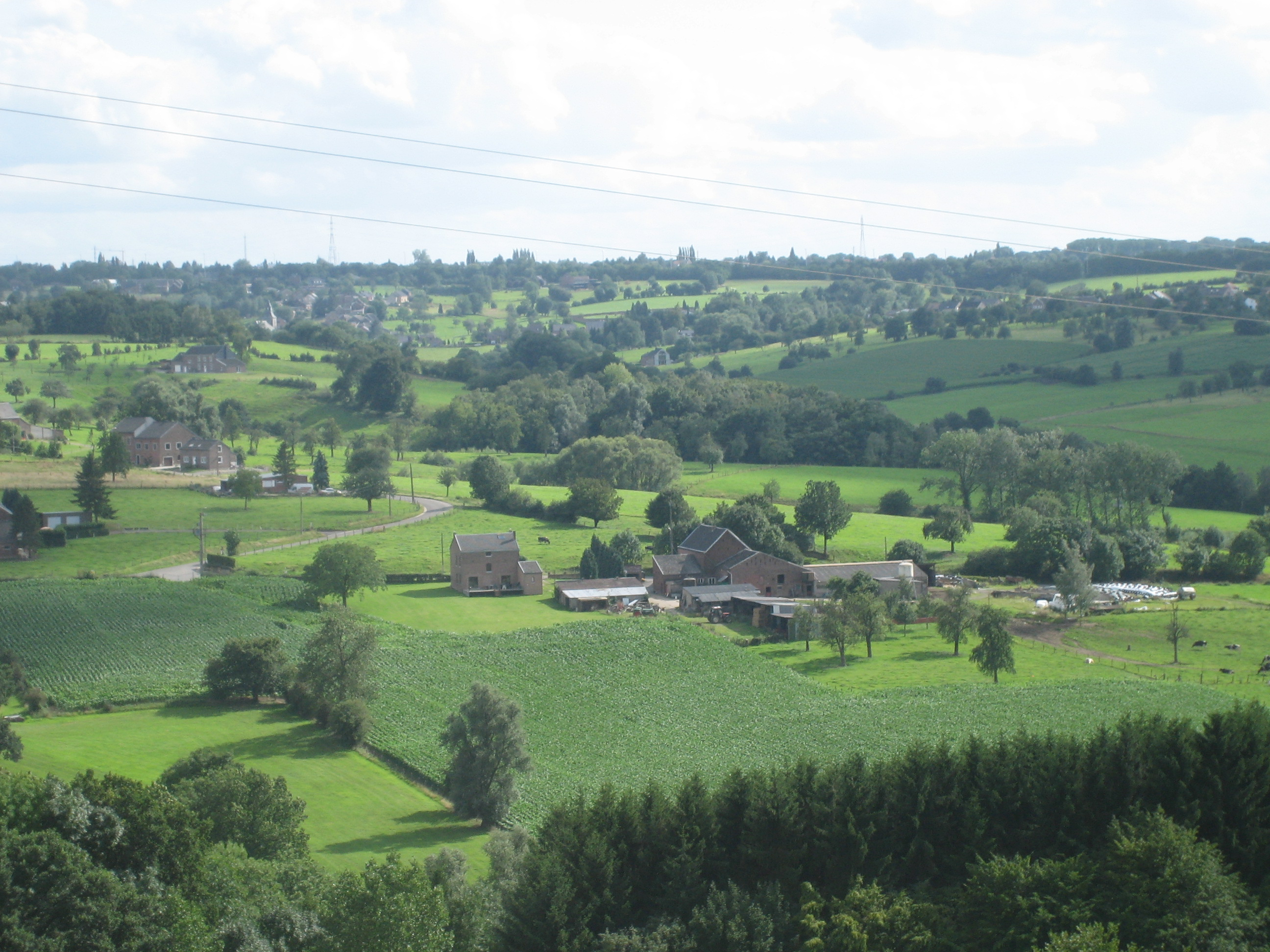
Blick in Herver Land

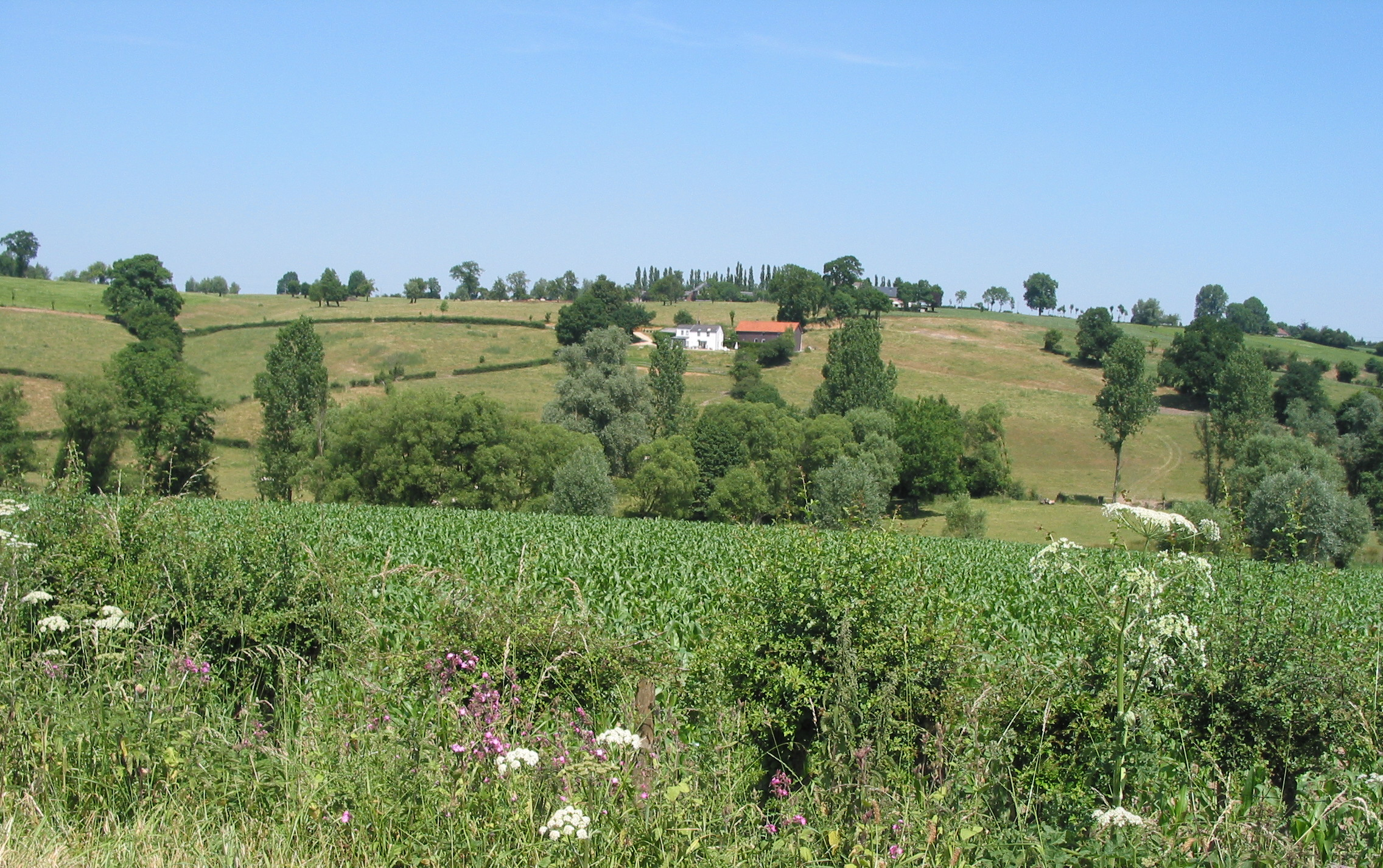
Landschaftsbild bei Aubel

Die Region grenzt im Norden an den Voerstreek, im Osten an den Hertogenwald und die belgische Eifel, im Süden an die Ardennen und im Westen an die Maastäler. Seinen Namen erhielt das Gebiet von der Stadt Herve im Süden des Landstrichs, die lange den bedeutendsten Markt in der Umgebung darstellte. Während in der Landschaft der Übergang zu den Maastälern, zur Eifel und zu den Ardennen sehr abrupt verläuft, geht das Herver Land im Norden viel fließender in den Voerstreek und Zuid-Limburg über.
Historisch gehörte das Gebiet bis zur Französischen Revolution einerseits zum Herzogtum Limburg, wobei Herve der Sitz von einer der fünf Hochbänke (neben Sprimont, Baelen, Montzen und Walhorn) war, und andererseits zur Grafschaft Dalhem unter der Vormundschaft des Herzogtums Brabant.

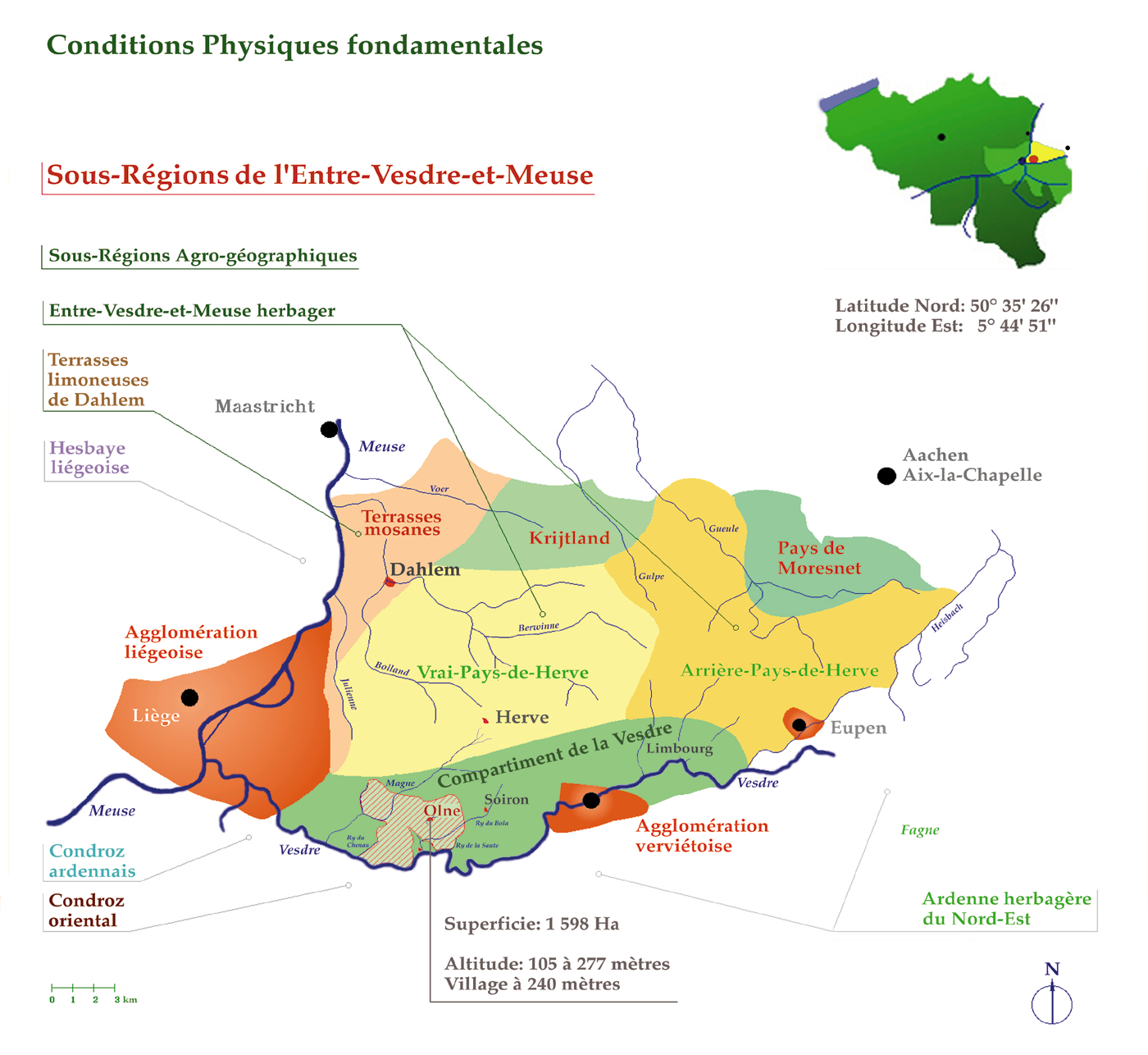

## Besonderheiten
Das Herver Land bietet ein sehr grünes Erscheinungsbild. Das Plateau ist gekennzeichnet durch kleine Hügel von 200 bis 350 Metern Höhe, wenig Waldflächen und hauptsächlich Weiden und Obstgärten, die durch typische Hecken umzäunt sind. Der höchste Punkt der Landschaft befindet sich mit 354 m O.P. in einem Bereich mit Wassertürmen, ein wenig westlich von Henri-Chapelle. Neben einigen modernen Industriegebieten an der Autobahn A3 befinden sich hier vor allem agrarwirtschaftlich genutzte Flächen. Bekannt ist die Region besonders für seinen Hervekaas, darüber hinaus für Butter, Äpfel, Birnen, Apfelschaumwein, Apfelsirup (teilweise mit Birnen hergestellt, auch unter der Bezeichnung Lütticher Sirup zu finden), feine Fleischwaren sowie das Abteibier aus der Brauerei des Klosters Val-Dieu. Eine ursprüngliche Haushuhnrasse, das „Herver Huhn“, erlebt durch vermehrtes Interesse von Hobbyzüchtern eine Renaissance. Es ist jüngst erneut in Süd-Limburg wiedereingesiedelt und ist nun sowohl in Belgien als auch in den Niederlanden anerkannt.